# Chiesa di San Giorgio (Lavizzara)
La chiesa di San Giorgio è un edificio religioso che si trova a Brontallo, frazione di Lavizzara in Canton Ticino.

## Storia
La struttura viene citata in documenti storici del XV secolo. Venne consacrata nel 1516 con la dedica a San Giorgio ed a Maria Vergine, ma dopo l'esecuzione di nuovi lavori di trasformazione del 1526 venne nuovamente consacrata con l'attuale denominazione. Venne ulteriormente rimaneggiata nel XVII secolo.

## Descrizione
Esternamente, si presenta con una facciata recante un affresco che raffigura San Cristoforo.
Internamente, ha una pianta ad unica navata coperta da un soffitto a cassettoni in legno. Il coro è invece ricoperto da una volta a vela, e venne aggiunto nel XVI secolo. Nei due secoli successivi vennero invece eseguite le decorazioni a stucco.